# Metagonia bella
Metagonia bella är en spindelart som beskrevs av Willis J. Gertsch 1986. Metagonia bella ingår i släktet Metagonia och familjen dallerspindlar. Inga underarter finns listade i Catalogue of Life.